# Maud Nathan
Maud Nathan (20 de octubre de 1862 - 15 de diciembre de 1946) fue una activista y suffragette estadounidense.

## Biografía
Nathan nació en la ciudad de Nueva York. Siendo una joven mujer casada, se involucró en trabajos de caridad, siendo nombrada directora del Hospital del Monte Sinaí y de la Escuela Libre Hebrea. Junto con Josephine Shaw Lowell, Nathan fue miembro fundador de la Liga de Consumidores de Nueva York. El grupo pregonaba una jornada laboral de ocho horas para mujeres y niños y apoyaba a la Sociedad de Mujeres Trabajadoras para dar a conocer las tiendas que trataban a los trabajadores de manera justa.
La muerte de su hija, Annette Florance Nathan, a la edad de 8 años en 1895 provocó un cambio en Nathan. Josephine Shaw Lowell, fundadora de la Liga de Consumidores de Nueva York, sugirió que Nathan se interesara por los problemas de las mujeres trabajadoras de la ciudad de Nueva York, como una forma de superar la pérdida de su hija. Este fue el comienzo de la carrera de Nathan en la ayuda a las mujeres.
En 1897 se convirtió en presidente de la Liga de Consumidores de Nueva York. En 1901, la Liga de Consumidores de Rhode Island fue fundada, luego de un discurso de Maud Nathan. En 1908 publicó un folleto titulado The Wage Earner and the Ballot (El asalariado y el voto) en el que señalaba que en los estados de sufragio la edad de consentimiento era mayor, la tasa de analfabetismo era menor, se pagaba más a las mujeres por los trabajos de la administración pública y había leyes más estrictas sobre el trabajo infantil.